# Guider
Guider, chiamata anche Guidder o Gider's, è capoluogo del dipartimento di Mayo-Louti in Camerun.